# Troyano de Saintes
San Troyano, conocido en latín original como Troianus Santonensis, santo francés, quinto obispo de Saintes, en santoñés Sénte, en la antigua provincia de Saintonge, hoy departamento de Charente Marítimo, fallecido el año 532.
Sucedió al obispo Pierre en la sede obispal de Saintes en la segunda Aquitania hacia el año 511, cuando falleció el rey Clodoveo I. Él murió en el año 532 y fue sucedido en la silla de Saintes por Eusebio. Fue más famoso por el gran número de milagros que se le atribuyeron tras su muerte que por sus hechos en vida, aunque San Gregorio de Tours escribió en su De gloria confessorum que era tan celebrado por sus virtudes que el pueblo le rendía ya devoción en vida y algunos veneraban hasta los hábitos que vestía. Fue enterrado en una basílica de Saintes hoy desaparecida. Canonizado por la Iglesia católica, su fiesta se celebra el 1 de diciembre. Tres villas llevan su nombre: una en Saintonge, en la isla de Oléron, otra en el Blayais, en la Gironda, y la última cerca de Cognac, en Charente.